# Al Yaqoub Tower
Al Yaqoub Tower (arabisch برج اليعقوب, „Al-Yaqub-Turm“) lautet der Name eines Wolkenkratzers in der Stadt Dubai. Spatenstich am Gebäude war im Jahr 2006. Die Endhöhe von 330 Metern wurde im Mai 2010 erreicht, die Fertigstellung war im Jahr 2012, nachdem eine zuvor geplante Fertigstellung im Jahr 2011 nicht realisiert werden konnte. Der schlanke Turm, der ein spitz zulaufendes Dach hat, gehört zu den höchsten Gebäuden Dubais und übertrifft bei einer Höhe von 330 Metern sogar den bekannten Burj al Arab (321 Meter) um neun Meter. Die Nutzfläche beträgt rund 53.000 Quadratmeter, die sich auf insgesamt 72 Stockwerke verteilt. Während sich im oberen Bereich des Turms Wohnungen befinden, ist weiter unten ein Hotel untergebracht.